# Filip Šebo
Filip Šebo est un footballeur international slovaque né le 24 février 1984 à Bratislava (Slovaquie).

## Biographie
Filip Šebo a commencé sa carrière professionnelle dans l'équipe réserve du FC Cologne, avant de jouer à partir de 2003 dans son pays d'origine à l'Inter Bratislava. Huit buts en vingt-cinq apparitions le font transférer chez le voisin de l'Artmedia Bratislava.
À l'été 2005, avec 22 buts en 29 matches, il est meilleur buteur du championnat de Slovaquie. Il part à l'Austria de Vienne, où il fait le doublé Coupe-Championnat d'Autriche.
Il rejoint alors Paul Le Guen en Écosse, aux Glasgow Rangers pour un montant de 1,85 million de livres.
Le 15 août 2006, moins de deux semaines après sa signature pour les Rangers, il a fait ses débuts en équipe nationale slovaque, dans un match amical contre Malte où il marque trois buts.
Prêté à Valenciennes en 2007, il est transféré le 29 mai 2008 pour un peu plus d'un million d'euros. Il quitte le club du Hainaut en juin 2010 après des apparitions en demi-teinte.
À l'issue d'une première saison réussie au Slovan Bratislava, il termine meilleur buteur d'un championnat remporté par son équipe.

## Palmarès
- Champion de Slovaquie en 2005, 2011 et 2013
- Meilleur buteur du Championnat de Slovaquie en 2005, 2011
- Champion d'Autriche en 2006
- Vainqueur de la Coupe d'Autriche 2006
- Vice-champion d'Écosse en 2007

## Statistiques
| Saison                | Club                   | Championnat           | Championnat | Championnat | Coupe nationale | Coupe nationale | Coupe de la Ligue | Coupe de la Ligue | Compétition(s) continentale(s) | Compétition(s) continentale(s) | Compétition(s) continentale(s) | Slovaquie | Slovaquie | Total | Total |
| Saison                | Club                   | Division              | M.          | B.          | M.              | B.              | M.                | B.                | Comp.                          | M.                             | B.                             | M.        | B.        | M.    | B.    |
| 2001-2002             | FC Cologne B           | 3. Liga               | 30          | 20          | -               | -               | -                 | -                 | -                              | -                              | -                              | -         | -         | 30    | 20    |
| 2002-2003             | FC Cologne B           | 3. Liga               | 20          | 5           | -               | -               | -                 | -                 | -                              | -                              | -                              | -         | -         | 20    | 5     |
| 2003-2004             | Inter Bratislava       | Superliga             | 30          | 8           | -               | -               | -                 | -                 | -                              | -                              | -                              | -         | -         | 30    | 8     |
| 2004-2005             | Artmedia Bratislava    | Superliga             | 33          | 22          | -               | -               | -                 | -                 | C3                             | 1                              | 0                              | -         | -         | 34    | 22    |
| 2005-2006             | Austria Vienne         | Bundesliga            | 32          | 6           | -               | -               | -                 | -                 | C3                             | 2                              | 0                              | -         | -         | 34    | 6     |
| 2006                  | Austria Vienne         | Bundesliga            | 3           | 0           | -               | -               | -                 | -                 | -                              | -                              | -                              | -         | -         | 3     | 0     |
| 2006-2007             | Glasgow Rangers        | SPL                   | 23          | 2           | 2               | 0               | -                 | -                 | C3                             | 7                              | 0                              | 4         | 5         | 36    | 7     |
| 2007                  | Glasgow Rangers        | SPL                   | -           | -           | -               | -               | -                 | -                 | C1                             | 1                              | 0                              | -         | -         | 1     | 0     |
| 2007-2008             | Valenciennes FC (prêt) | Ligue 1               | 32          | 4           | 1               | 0               | 3                 | 1                 | -                              | -                              | -                              | 3         | 0         | 39    | 5     |
| 2008-2009             | Valenciennes FC        | Ligue 1               | 19          | 1           | -               | -               | -                 | -                 | -                              | -                              | -                              | 1         | 0         | 20    | 1     |
| 2009-2010             | Valenciennes FC        | Ligue 1               | 11          | 1           | -               | -               | -                 | -                 | -                              | -                              | -                              | -         | -         | 11    | 1     |
| 2010-2011             | Slovan Bratislava      | Superliga             | 23          | 22          | 7               | 4               | -                 | -                 | -                              | -                              | -                              | 5         | 2         | 35    | 28    |
| 2011-2012             | Slovan Bratislava      | Superliga             | 22          | 5           | 3               | 1               | -                 | -                 | C1+C3                          | 4+8                            | 1+1                            | 2         | 0         | 39    | 8     |
| Total sur la carrière | Total sur la carrière  | Total sur la carrière | 278         | 96          | 13              | 5               | 3                 | 1                 | -                              | 23                             | 2                              | 15        | 7         | 332   | 111   |